# No Doubt
No Doubt – amerykańska grupa wykonująca szeroko pojętą muzykę rockową. Powstała w listopadzie 1986 roku w Kalifornii. Przez pierwsze lata grała na koncertach uniwersyteckich i jako support bardziej znanych zespołów w południowej Kalifornii.
W 1992 ukazała się ich debiutancka płyta pt. No Doubt. Z czasem zaczęli cieszyć się większą popularnością. Światową sławę przyniósł im album Tragic Kingdom (1995 r.) z hitem „Don't Speak”.
Kolejną płytą w ich dyskografii był Return of Saturn wydany w 2000 z takimi przebojami jak „Ex-Girlfriend”, „Simple Kind of Life” czy „Bathwater”. Płyta ta nie cieszyła się takim powodzeniem jak jej poprzedniczka, dlatego członkowie zespołu szybko zaczęli pracę nad kolejną płytą Rock Steady która była mieszanką ska, pop, rock, i reggae, gdzie zespół stworzył dwa duety z artystami z Jamajki – Lady Saw i Bounty Killer.
W 2004 roku zespół postanowił zrobić przerwę, podczas której artyści zajęli się indywidualnymi projektami, co zaowocowało solowymi albumami Gwen Stefani Love. Angel. Music. Baby. i The Sweet Escape.
Na początku 2008 grupa ponownie weszła do studia, aby nagrać kolejną płytę. Producentem płyty został Mike Stent znany ze współpracy z artystami takimi jak Bjork, U2, czy Britney Spears. Płyta zatytułowana Push and Shove do sklepów trafiła 25 września 2012. Singlem promujący album została piosenka „Settle Down”. Premiera singla i teledysku do piosenki wyreżyserowanego przez znaną z wcześniejszych prac z zespołem Sophie Muller, odbyła się 16 lipca 2012 roku.

## Muzycy
| Obecny skład zespołu - Gwen Stefani – śpiew (od 1986) - Tom Dumont – gitara elektryczna, instrumenty klawiszowe (od 1989) - Tony Kanal – gitara basowa, instrumenty klawiszowe (od 1987) - Adrian Young – perkusja, instrumenty perkusyjne (od 1989) oraz - Stephen Bradley – instrumenty klawiszowe, trąbka (od 1995) - Gabrial McNair – instrumenty klawiszowe, puzon (od 1993) | Byli członkowie zespołu - John Spence (zmarły) – śpiew (1986–1987) - Eric Stefani – instrumenty klawiszowe (1986–1994) - Jerry McMahon – gitara elektryczna (1986–1988) - Chris Webb – instrumenty perkusyjne (1986–1989) - Chris Leal – gitara basowa (1986–1987) - Alan Meade – trąbka, śpiew (1986–1988) - Gabriel Gonzalez – trąbka (1986–1989) - Tony Meade – saksofon (1986–1988) - Paul Caseley – puzon (1987–1990) - Eric Carpenter – saksofon (1988–1994) - Don Hammerstedt – trąbka (1990–1992) - Alex Henderson – puzon (1991–1993) - Phil Jordan – trąbka (1992–1995) |

## Dyskografia

### Albumy studyjne
| 1992                           | No Doubt - Data: 17 marca 1992 - Wydawca: Interscope Records                             | — | —  | —  |                                        |
| 1995                           | The Beacon Street Collection - Data: 3 marca 1995 - Wydawca: Beacon Street Records       | — | —  | —  |                                        |
| 1995                           | Tragic Kingdom - Data: 10 października 1995 - Wydawca: Trauma Records/Interscope Records | 1 | 3  | 2  | - RIAA: 10x platyna - ARIA: 4x platyna |
| 2000                           | Return of Saturn - Data: 11 kwietnia 2000 - Wydawca: Interscope Records                  | 2 | 11 | 5  | - RIAA: platyna                        |
| 2001                           | Rock Steady - Data: 11 grudnia 2001 - Wydawca: Interscope Records                        | 9 | 15 | 13 | - RIAA: 2x platyna - ARIA: złoto       |
| 2012                           | Push and Shove - Data: 25 września 2012 - Wydawca: Interscope Records                    | 3 | 8  | 11 |                                        |
| „–” pozycja nie była notowana. |                                                                                          |   |    |    |                                        |

### Kompilacje
| 1997                           | Collector's Orange Crate - Data: 16 grudnia 1997 - Wydawca: Interscope Records | —   | —  | —  |                                    |
| 2003                           | Boom Box - Data: 25 listopada 2003 - Wydawca: Interscope Records               | —   | —  | —  |                                    |
| 2003                           | The Singles 1992–2003 - Data: 25 listopada 2003 - Wydawca: Interscope Records  | 2   | 15 | 14 | - RIAA: 2x platyna - ARIA: platyna |
| 2004                           | Everything in Time - Data: 12 października 2004 - Wydawca: Interscope Records  | 182 | —  | —  |                                    |
| 2010                           | Icon - Data: 2 listopada 2010 - Wydawca: Interscope Records                    | —   | —  | —  |                                    |
| „–” pozycja nie była notowana. |                                                                                |     |    |    |                                    |

### Single
| 1992                           | „Trapped in a Box”                       | —   | —  | —  |                             | No Doubt                     |
| 1994                           | „Squeal”                                 | —   | —  | —  |                             | The Beacon Street Collection |
| 1995                           | „Doghouse”                               | —   | —  | —  |                             | The Beacon Street Collection |
| 1995                           | „Just a Girl”                            | 23  | 3  | 24 | - ARIA: platyna             | Tragic Kingdom               |
| 1996                           | „Spiderwebs”                             | 18  | 46 | —  |                             | Tragic Kingdom               |
| 1996                           | „Don't Speak"                            | 1   | 1  | 2  | - ARIA: 2x platyna          | Tragic Kingdom               |
| 1996                           | „Excuse Me Mr.”                          | —   | —  | —  |                             | Tragic Kingdom               |
| 1997                           | „Happy Now?”                             | —   | —  | —  |                             | Tragic Kingdom               |
| 1997                           | „Sunday Morning”                         | —   | 21 | —  | - ARIA: złoto               | Tragic Kingdom               |
| 1997                           | „Hey You!”                               | —   | —  | —  |                             | Tragic Kingdom               |
| 1999                           | „New”                                    | 123 | —  | —  |                             | Return of Saturn             |
| 2000                           | „Ex-Girlfriend”                          | 111 | 9  | 34 | - ARIA: złoto               | Return of Saturn             |
| 2000                           | „Simple Kind of Life”                    | 38  | —  | —  |                             | Return of Saturn             |
| 2000                           | „Bathwater”                              | —   | —  | 73 |                             | Return of Saturn             |
| 2001                           | „Hey Baby” (featuring Bounty Killer)     | 5   | 7  | 8  |                             | Rock Steady                  |
| 2002                           | „Hella Good”                             | 13  | 8  | 46 | - ARIA: złoto               | Rock Steady                  |
| 2002                           | „Underneath It All” (featuring Lady Saw) | 3   | 28 | 42 |                             | Rock Steady                  |
| 2003                           | „Running”                                | 62  | —  | 55 |                             | Rock Steady                  |
| 2003                           | „It's My Life”                           | 10  | 7  | 9  | - RIAA: złoto - ARIA: złoto | The Singles 1992–2003        |
| 2004                           | „Bathwater (Invincible Overlord Remix)”  | —   | —  | —  |                             | The Singles 1992–2003        |
| 2012                           | „Settle Down”                            | 34  | 41 | 31 |                             | Push and Shove               |
| 2012                           | „Looking Hot”                            | —   | —  | —  |                             | Push and Shove               |
| „–” pozycja nie była notowana. |                                          |     |    |    |                             |                              |

## Wideografia
| Rok  | Tytuł                                                                              | Pozycja na liście | Certyfikat    |
| Rok  | Tytuł                                                                              | USA               | Certyfikat    |
| ---- | ---------------------------------------------------------------------------------- | ----------------- | ------------- |
| 1997 | Live in the Tragic Kingdom - Data: 11 listopada 1997 - Wydawca: Interscope Records | 5                 |               |
| 2003 | Rock Steady Live - Data: 25 listopada 2003 - Wydawca: Interscope Records           | 30                | - RIAA: złoto |
| 2003 | The Videos 1992–2003 - Data: 6 kwietnia 2004 - Wydawca: Interscope Records         | 3                 | - RIAA: złoto |

## Teledyski
| Rok  | Tytuł                                   | Reżyseria             |
| ---- | --------------------------------------- | --------------------- |
| 1992 | „Trapped In A Box"                      | Mike Zykoff           |
| 1995 | „Just A Girl”                           | Mark Kohr             |
| 1996 | „Spiderwebs”                            | Marcus Nispel         |
| 1996 | „Don't Speak”                           | Sophie Muller         |
| 1996 | „Excuse Me Mr.”                         | Sophie Muller         |
| 1996 | „Sunday Morning”                        | Sophie Muller         |
| 1997 | „Hey You!”                              | Sophie Muller         |
| 1997 | „Oi To The World"                       | Sophie Muller         |
| 1999 | „New”                                   | Jake Scott            |
| 2000 | „Ex-Girlfriend"                         | Hype Williams         |
| 2000 | „Simple Kind of Life"                   | Sophie Muller         |
| 2001 | „Bathwater”                             | Sophie Muller         |
| 2001 | „Hey Baby”                              | Dave Meyers           |
| 2002 | „Hella Good”                            | Mark Romanek          |
| 2002 | „Underneath It All"                     | Sophie Muller / Logan |
| 2003 | „Running”                               | Chris Hafner          |
| 2003 | „It's My Life”                          | David LaChapelle      |
| 2004 | „Bathwater (Invincible Overlord Remix)” | Sophie Muller         |
| 2012 | „Settle Down”                           | Sophie Muller         |